# 920 Rogeria
Rogeria (asteroide 920) é um asteroide da cintura principal com um diâmetro de 23,89 quilómetros, a 2,349937 UA. Possui uma excentricidade de 0,1040032 e um período orbital de 1 551,38 dias (4,25 anos).
Rogeria tem uma velocidade orbital média de 18,39153039 km/s e uma inclinação de 11,58435º.
Esse asteroide foi descoberto em 1 de Setembro de 1919 por Karl Reinmuth.